# ميل مي-36
 ميل مي-36  مروحية سوفياتية خفيفة متعددة الأغراض ظهرت أول مرة في وقت مبكر من الثمانينات. كانت أدوارها المتوقعة المساعدة في دعم إطلاق النار، والاتصالات، الشحن، النقل، البحث، الإنقاذ، الإخلاء الطبي، والمراقبة الجوية.